# Miłkowo (Grande-Pologne)
Pour les articles homonymes, voir Miłkowo.
Miłkowo (prononciation : [miu̯ˈkɔvɔ]) est un  village polonais de la gmina de Lubasz dans le powiat de Czarnków-Trzcianka de la voïvodie de Grande-Pologne dans le centre-ouest de la Pologne.
Il se situe à environ 6 kilomètres au sud de Lubasz (siège de la gmina), 10 kilomètres au sud de Czarnków (siège du powiat), et à 54 kilomètres au nord-ouest de Poznań (capitale de la Grande-Pologne).

## Histoire
De 1975 à 1998, le village faisait partie du territoire de la voïvodie de Piła.

Depuis 1999, Miłkowo est situé dans la voïvodie de Grande-Pologne.
Le village possède une population de 507 habitants en 2010.